# Pavel Bartoš (1979)
Pavel Bartoš (* 17. srpna 1979) je český fotbalista, který hrál v letech 2000–2010 první českou fotbalovou ligu.
První prvoligové zápasy odehrál v dresu Plzně, stabilně se do týmu však nedostal. O mnoho úspěšnější nebyl ani o 6 let později v dresu Příbrami, kde odehrál o jeden zápas méně, než za Plzeň. Příbram poté sestoupila do druhé ligy, Bartoš tak ztratil další možnost hrát první ligu a poté přestoupil do prvoligového Kladna, kde s fotbalem začínal.

## Prvoligová bilance
| Ročník          | Zápasy | Góly | Minuty | Klub              |
| --------------- | ------ | ---- | ------ | ----------------- |
| I. liga 2000/01 | 10     | 0    | 760    | FC Viktoria Plzeň |
| I. liga 2006/07 | 9      | 0    | 267    | 1. FK Příbram     |
| I. liga 2007/08 | 22     | 5    | 1 929  | SK Kladno         |
| I. liga 2008/09 | 24     | 0    | 2 051  | SK Kladno         |
| I. liga 2009/10 | 26     | 2    | 2 336  | SK Kladno         |
| CELKEM I. LIGA  | 91     | 7    | 7 343  |                   |